# Dragomir Slišković
Dragomir Slišković (Beograd, 21. siječnja 1943. – Split, 31. srpnja 2009.) bio je nogometaš i trener.
Nogomet je počeo igrati u beogradskom Partizanu, a 1964. godine kao 25-godišnjak prelazi u redove Hajduka, za kojeg je igrao do ljeta 1970. Za Hajduk je odigrao 245 utakmica i postigao 45 golova. S Hajdukom je osvojio Kup maršala Tita 1966./67. Nakon Hajduka igrao je u Belgiji.
Godinu dana bio je izbornik Gabona.
Statistika u Hajduku
| Natjecanje        | Nastupi | Zgoditci |
| ----------------- | ------- | -------- |
| Prvenstvo         | 108     | 15       |
| Kup               | 15      | 3        |
| Superkup          | 0       | 0        |
| Međunarodne       | 6       | 0        |
| Splitski podsavez | 0       | 0        |
| Ukupno            | 129     | 18       |
| Prijateljske      | 116     | 27       |
| Sveukupno         | 245     | 45       |